# Drobnoporek mleczny

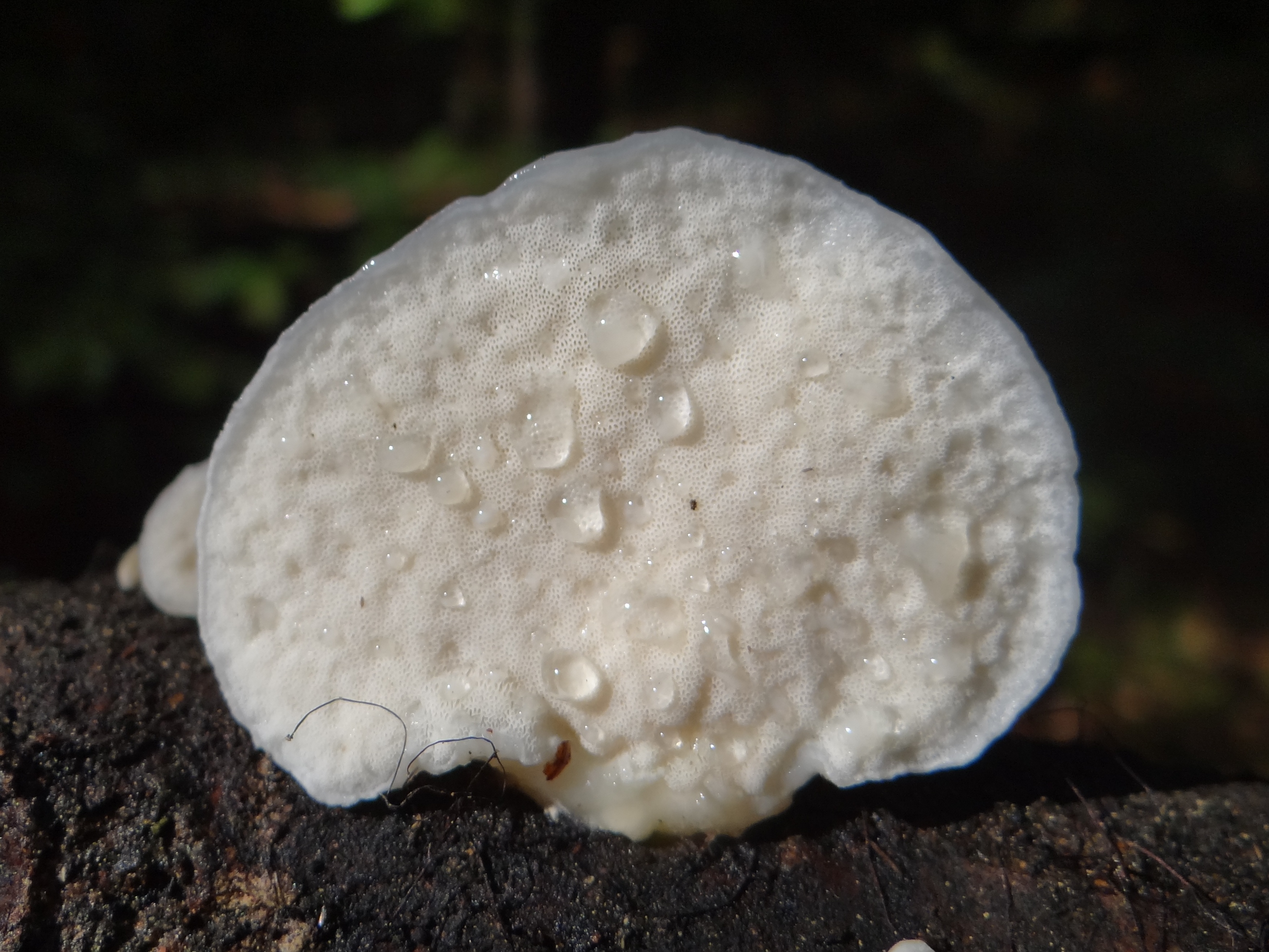
Hymenofor

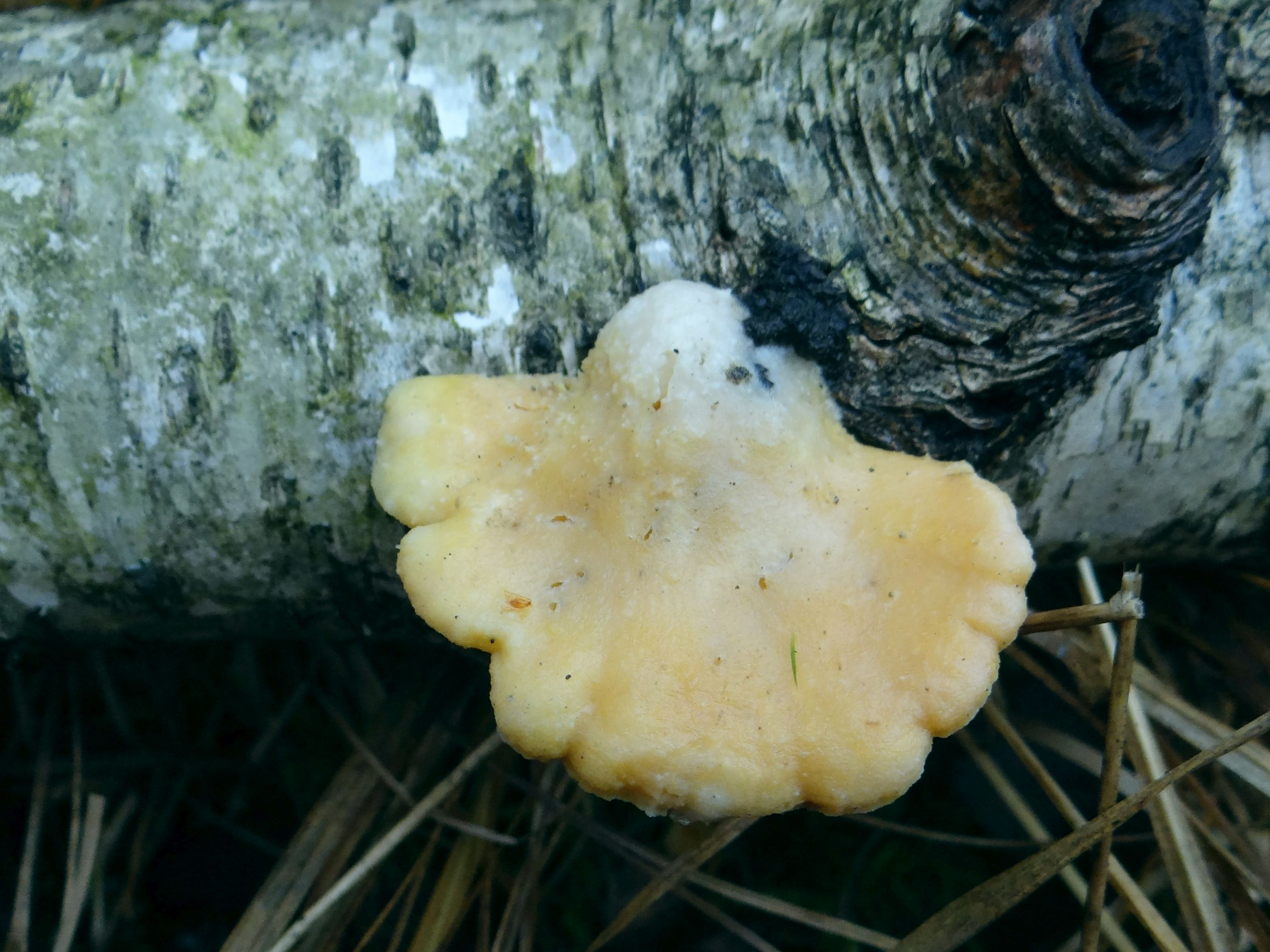
Okaz o żółtej barwie

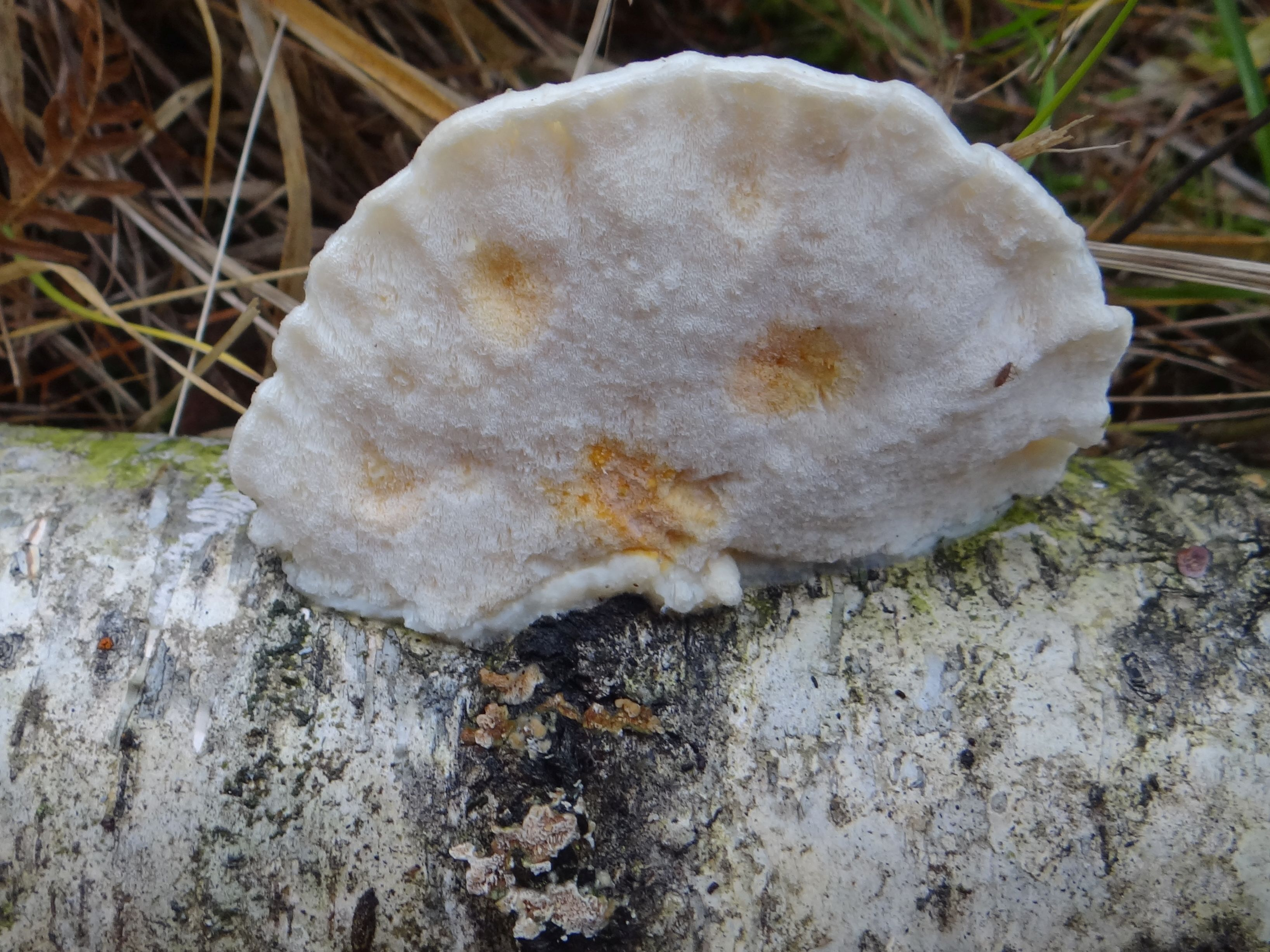
Żółknące pory

Drobnoporek mleczny (Postia tephroleuca (Fr.) Jülich) – gatunek grzybów z rodziny Dacryobolaceae.

## Systematyka i nazewnictwo
Pozycja w klasyfikacji: Postia, Dacryobolaceae, Polyporales, Incertae sedis, Agaricomycetes, Agaricomycotina, Basidiomycota, Fungi.
Po raz pierwszy takson ten zdiagnozował w 1821 r. Elias Fries, nadając mu nazwę Polyporus tephroleucus. Obecną, uznaną przez Index Fungorum nazwę nadał mu w 1982 r. Walter Jülich, przenosząc go do rodzaju Postia.
Synonimów naukowych jest 22. Niektóre z nich:

- Bjerkandera cinerata P. Karst. 1890
- Boletus tephroleucus (Fr.) Spreng. 1827
- Oligoporus tephroleucus (Fr.) Gilb. & Ryvarden
- Polyporus tephroleucus Fr. 1821

Polską nazwę podał Władysław Wojewoda w 2003 r., przez S. Domańskiego gatunek ten opisywany był jako białak mleczny lub białak popielaty.

## Morfologia
Owocnik
Jednoroczna huba o mięsistej konsystencji. Do podłoża przyrasta bokiem. Owocniki wyrastają pojedynczo lub w nielicznych skupiskach. Pojedynczy ma średnicę do 10 cm i grubość do 4 cm, brzeg ostry. Kształt wachlarzowaty, konsolowaty lub półkolisty. Skórka zbudowana jest ze strzępek o żelatynowej konsystencji, początkowo promieniście włókienkowata, później gładka, czasami nierówna i guzkowata. Barwa górnej powierzchni kapelusza początkowo biała, później szarobiaława, popielatoszarawa i rogowoszarawa. Wysychając żółknie.
Hymenofor
Rurkowaty, znajduje się na dolnej stronie owocnika. Rurki mają długość 3–8 mm, ich pory są bardzo drobne, okrągławe lub wydłużone. Mają średnicę 0,15-0–6 mm (na 1 mm mieści się ich zazwyczaj 4-6). Hymenofor jest białawy i tylko na porozrywanych brzegach żółtawy.
Miąższ
Miękki, mięsisty, biały i nie zmieniający barwy po uszkodzeniu. Nie posiada zapachu, smak łagodny, czasami kwaskowaty.
Cechy mikroskopowe
System strzępkowy monomityczny. Strzępki kontekstu cienkościenne lub umiarkowanie grubościenne, z licznymi przegrodami, niektóre gęsto rozgałęzione. Mają szerokość 3–8 μm. Strzępki tramy głównie cienkościenne, o szerokości 2–4 μm, ze sprzążkami. Brak cystyd i innych płonnych elementów hymenium. Podstawki zgrubiałe, 4–sterygmowe, o rozmiarach 14–16 × 4–5 μm ze sprzążkami w podstawie. Zarodniki cylindryczne, lekko zakrzywione, bezbarwne, gładkie, nieamyloidalne, o rozmiarach 4,5–6 × 1–1,5 μm.
Gatunki podobne
Jest kilka bardzo podobnych morfologicznie grzybów o białym owocniku i mięsistej konsystencji.
- drobnoporek gorzki (Postia stiptica). Najłatwiej odróżnić go smakiem – jest wyraźnie gorzki
- białak śnieżysty (Tyromyces chioneus). Wywołuje białą zgniliznę drewna, drobnoporek mleczny brunatną. Najłatwiej odróżnić te dwa gatunki analizą cech mikroskopowych
- gąbczak piankowy (Spongipellis spumeus). Ma pory okrągławo-labiryntowate, dwuwarstwowy miąższ i jest rzadki.

## Występowanie i siedlisko
Notowany jest w Ameryce Północnej, Azji i Europie – tutaj najliczniej. W Polsce podano wiele jego stanowisk w piśmiennictwie naukowym. Według W. Wojewody nie jest zagrożony.
Nadrzewny saprotrof rozwijający się na martwym drewnie drzew iglastych i liściastych, szczególnie na brzozie brodawkowanej, buku, olszy i jodle. Owocniki wyrastają od sierpnia do października.

## Znaczenie
Grzyb niejadalny. Powoduje brunatną zgniliznę drewna.